# Linux Journal
Das Linux Journal ist eine US-amerikanische Linux-Zeitschrift von Belltown Media Inc. aus Houston, Texas.

## Geschichte
Das Linux Journal war das erste Magazin, das sich mit dem Betriebssystem Linux befasste. Die erste Ausgabe wurde im März des Jahres 1994 von dem Kanadier Bob Young, Mitarbeiter am Red-Hat-Projekt und früherer Leiter seines Unternehmens ACC, und Phil Hughes verkauft und enthielt ein Interview mit Linus Torvalds. 2011 wurde die Zeitschrift eingestellt und zum Online-Magazin umgewandelt. 2017 wurde das Aus verkündet, dann sprang jedoch der VPN-Anbieter Private Internet Access (PIA) als Geldgeber ein.
Von der NSA wurde das Linux Journal als Forum für Extremisten eingestuft. Am 22. September 2020 wurde angekündigt das Linux Journal werde unter der dem Schirm von Slashdot Media – der Betreiberfirma von Slashdot – wieder neu gestartet nach anfänglicher Einstellung im August vergangenen Jahres.

## Inhalt
In der Zeitschrift Linux Journal werden Artikel veröffentlicht, die mit dem Betriebssystem Linux zusammenhängen, wie z. B. Informationen über neue Linux-Distributionen oder auch wie Benutzer mit bestimmten Programmen umgehen.